# Dicranopygium macrophyllum
Dicranopygium macrophyllum är en enhjärtbladig växtart som beskrevs av Gunnar Wilhelm Harling. Dicranopygium macrophyllum ingår i släktet Dicranopygium och familjen Cyclanthaceae. Inga underarter finns listade.